# Åsane Seahawks
Gli Åsane Seahawks sono una squadra di football americano, di Bergen, in Norvegia.

## Dettaglio stagioni

### Amichevoli
| Stagione | Vin | Par | Per | Tot | PF | PS | avversaria          |
| -------- | --- | --- | --- | --- | -- | -- | ------------------- |
| 2016     | 0   | 0   | 1   | 1   | 0  | 50 | Reykjavík Einherjar |
| Totale   | 0   | 0   | 1   | 1   | 0  | 50 |                     |

### Tornei nazionali

#### Campionato

##### Eliteserien
| Stagione | regular season | regular season | regular season | regular season | regular season | regular season | playoff | playoff | playoff | playoff | playoff | playoff                    | playoff         |
|          | Vin            | Par            | Per            | Tot            | PF             | PS             | Vin     | Per     | Tot     | PF      | PS      | risultato                  | avversaria      |
| -------- | -------------- | -------------- | -------------- | -------------- | -------------- | -------------- | ------- | ------- | ------- | ------- | ------- | -------------------------- | --------------- |
| 2016     | -              | -              | -              | -              | -              | -              | 0       | 1       | 1       | 42      | 55      | Secondo turno di wild card | Lura Bulls      |
| 2017     | 4              | 0              | 2              | 6              | 107            | 114            | 0       | 1       | 1       | 27      | 44      | Semifinale                 | Eidsvoll 1814's |
| 2018     | 3              | 0              | 3              | 6              | 107            | 166            | 1       | 1       | 2       | 24      | 75      | NM-finale                  | Oslo Vikings    |
| Totale   | 7              | 0              | 5              | 12             | 214            | 280            | 1       | 3       | 4       | 93      | 174     |                            |                 |

Fonti: Enciclopedia del Football - A cura di Roberto Mezzetti

##### 2. Divisjon (secondo livello)/1. Divisjon
| Stagione | regular season | regular season | regular season | regular season | regular season | regular season | playoff | playoff | playoff | playoff | playoff | playoff       | playoff              |
|          | Vin            | Par            | Per            | Tot            | PF             | PS             | Vin     | Per     | Tot     | PF      | PS      | risultato     | avversaria           |
| -------- | -------------- | -------------- | -------------- | -------------- | -------------- | -------------- | ------- | ------- | ------- | ------- | ------- | ------------- | -------------------- |
| 2013     | 3              | 0              | 1              | 4              | 161            | 80             | -       | -       | -       | -       | -       | Secondo posto | -                    |
| 2014     | 4              | 0              | 0              | 4              | 98             | 20             | 1       | 0       | 1       | 28      | 7       | Campioni      | Gjøvik Swans         |
| 2015     | 5              | 0              | 0              | 5              | 236            | 71             | 1       | 0       | 1       | 34      | 21      | Campioni      | Haugesund Hurricanes |
| 2016     | 4              | 0              | 2              | 6              | 171            | 70             | -       | -       | -       | -       | -       | -             | -                    |
| 2019     | 1              | 0              | 4              | 5              | 74             | 163            | -       | -       | -       | -       | -       | -             | -                    |
| Totale   | 17             | 0              | 7              | 24             | 740            | 404            | 2       | 0       | 2       | 62      | 28      |               |                      |

Fonti: Enciclopedia del Football - A cura di Roberto Mezzetti

##### 2. Divisjon (terzo livello)
| Stagione | regular season | regular season | regular season | regular season | regular season | regular season | playoff | playoff | playoff | playoff | playoff | playoff   | playoff    |
|          | Vin            | Par            | Per            | Tot            | PF             | PS             | Vin     | Per     | Tot     | PF      | PS      | risultato | avversaria |
| -------- | -------------- | -------------- | -------------- | -------------- | -------------- | -------------- | ------- | ------- | ------- | ------- | ------- | --------- | ---------- |
| 2018     | 0              | 0              | 5              | 5              | 18             | 234            | -       | -       | -       | -       | -       | -         | -          |
| 2021     | 1              | 0              | 2              | 3              | 106            | 82             | -       | -       | -       | -       | -       | -         | -          |
| Totale   | 1              | 0              | 7              | 8              | 124            | 316            | -       | -       | -       | -       | -       |           |            |

Fonti: Enciclopedia del Football - A cura di Roberto Mezzetti

## Palmarès
- 2 Campionati norvegesi di secondo livello (2014, 2015)